# Hackettstown
Hackettstown – miasto w Stanach Zjednoczonych, w stanie New Jersey, w hrabstwie Warren.